# Зибер, Франц Вильгельм
Франц Вильгельм Зибер (нем. Franz Wilhelm Sieber; 1789—1844) — австрийский (богемский) ботаник.

## Биография
Франц Вильгельм Зибер родился в Праге 30 марта 1789 года. С 1802 года учился в Пражской гимназии, примерно с 1811 года стал активно путешествовать. В 1811—1812 объездил Австрию, посетил Италию. С 1814 по 1816 учился медицине в Пражском университете, затем продолжил путешествовать. В следующие пять лет он посетил Крит, Палестину и Египет. В 1822—1825 совершил кругосветное путешествие, на продолжительное время останавливался в Австралии, Южной Африке и на Маврикии. С этого путешествия Зибер кроме образцов растений привёз и образцы животных. Франц Вильгельм не только путешествовал сам, но и получал гербарные образцы от других путешественников. Среди его корреспондентов были Франц Кохаут и Венцеслас Боер.
Однако поздние публикации Зибера содержали всё больше и больше ошибок. После многочисленных поездок материальное положение Зибера резко ухудшилось. Тогда он заявил об открытии средства против бешенства и потребовал вознаграждения. В 1830 году Франц попал в психиатрическую больницу, где и провёл последние 14 лет своей жизни. Он умер 17 декабря 1844 года.
Основной гербарий Зибера был приобретён К. Л. фон Райхенбахом, в 1867 году Х. ван Хёрк приобрёл его для своего музея вместе с гербарием самого Райхенбаха. В настоящее время он хранится в Музее Хенри ван Хёрка в Антверпене (AWH).

## Некоторые научные работы
- Sieber, F.W. (1823). Reise nach der Insel Kreta. 2 vols., 14 pl.
- Sieber, F.W. (1823). Reise von Cairo nach Jerusalem. 168 p., 2 pl.

## Роды, названные в честь Ф. Зибера
- Siebera Hoppe, 1819, nom. illeg. [syn.  Minuartia L., 1753]
- Siebera J.Gay, 1827, nom. cons.
- Siebera Rchb., 1828, nom. illeg. [syn.  Platysace Bunge, 1845]
- Sieberia Spreng., 1817, nom. rej. [syn.  Platanthera Rich., 1817, nom. cons.]